# Carbajal de Fuentes
Carbajal de Fuentes är en ort i Spanien.   Den ligger i provinsen Provincia de León och regionen Kastilien och Leon, i den nordvästra delen av landet, 240 km nordväst om huvudstaden Madrid. Carbajal de Fuentes ligger 799 meter över havet och antalet invånare är 123.
Terrängen runt Carbajal de Fuentes är platt. Runt Carbajal de Fuentes är det glesbefolkat, med 15 invånare per kvadratkilometer. Närmaste större samhälle är Valencia de Don Juan, 13,3 km norr om Carbajal de Fuentes. Trakten runt Carbajal de Fuentes består till största delen av jordbruksmark.